# Tor Bergeron
Pour les articles homonymes, voir Bergeron.
Tor Bergeron est un météorologue suédois né le 15 août 1891 à Godstone dans le Surrey et mort le 13 juin 1977 à Uppsala. Il est avant tout connu pour les études qu'il a menées à Oslo, dans les années 1930, sur la physique des nuages et des précipitations.

## Biographie

### Jeunesse
Tor Bergeron naquit en Angleterre de parents suédois, Armand Bergeron et Hilda Stawe. Ce couple aux idées radicales et non mariés était éditeur d'un journal et mit en pension leurs enfants dans des familles à l'étranger tout en leur fournissant une éducation en Suède plus tard.
Sa mère connaissait Nils Ekholm, directeur du service météorologique de Suède, et lui demanda de devenir le mentor de son fils. À la fin de son baccalauréat en sciences en 1916, Tor Bergeron passa donc ses étés à effectuer des observations des conditions de visibilité à différents endroits du pays puis retournait aux bureaux de l'Institut à l'automne pour faire des recherches. Il put ainsi trouver une corrélation entre l'évolution de la visibilité et la variation soudaine de la direction des vents associée au passage de ce qui sera nommé plus tard un front.

### École de Bergen
Le 1er janvier 1919, Bergeron devint assistant météorologue suppléant à l'Institut de géophysique de Bergen. Quelques mois plus tard la petite équipe au sein de l'École norvégienne le recruta. Celle-ci travaillait sur la première théorie cohérente des masses d'air et des fronts pour l'appliquer à la prévision météorologique à l'échelle synoptique et les découvertes de Tor Bergeron cadrait avec cette recherche. Les premières études de Bergeron se sont donc concentrées sur la structure des dépressions des latitudes moyennes, ou cyclones extratropicaux. Remarquant que le front froid rattrape le front chaud dans la phase mature de ces systèmes, il convainquit Jacob Bjerknes de l'importance de ce qu'il nommera le front occlus dans le cycle de vie des dépressions : l'air chaud étant poussé en altitude, il devient inaccessible pour la cyclogénèse et le système se dissipe. L'occlusion deviendra donc une partie importante de la publication en 1922 de la théorie des fronts par Jacob Bjerknes et Halvor Solberg mais Tor Bergeron n'en sera pas crédité à ce moment. Cependant tous ses collègues reconnurent son apport.
Pour convaincre la communauté scientifique de l'utilité prédictive du modèle, il fallait établir une méthodologie d'utilisation des concepts et Tor Bergeron joua un rôle important dans ce domaine. Avec Ernst Calwagen, météorologue suédois, il travailla sur l'interprétation des indices disponibles sur une carte météorologique pour repérer le déplacement des fronts et la définition des caractéristiques des masses d'air. Avec l'aide de l'armée de l'air norvégienne, Calwagen a pu également commencer à obtenir des données aérologiques plus fréquentes pour étendre cette structure de l’atmosphère à trois dimensions. Le tout mena à l'analyse synoptique et démontra que les fronts se formaient dans une circulation atmosphérique confluente.
Après avoir reçu son doctorat en 1928, il partit en tournée à Malte et en Union soviétique pour promouvoir le modèle frontal. En 1935, il n'arrivait pas à se faire nommer professeur titulaire de météorologie à l'université d'Uppsala, Suède, et retourna à Stockholm en 1936 pour travailler à l'Institut météorologique comme prévisionniste, puis comme chef scientifique. Il y répandit l'analyse frontale et son expertise dépassa rapidement les frontières de telle sorte que des météorologues étrangers venaient y faire un séjour pour apprendre ses techniques. Bergeron siégea également à la Commission sur la météorologie synoptique de l'Organisation météorologique internationale où il influença la classification des nuages et des précipitations.

### Physique des nuages
En 1922, lors d'un séjour dans un spa à Voksenkollen près d'Oslo, il remarqua qu'une colline était souvent couverte de brouillard mais que lorsque la température était bien sous le point de congélation, le brouillard ne se formait pas. Cela lui permit de déterminer que la pression de saturation de l'air par rapport à la glace (point de givrage) devait être inférieur à celle pour l'eau (point de rosée). Il en déduisit que les gouttelettes d'eau en surfusion dans l'air devaient se déposer en givre sur les arbres plutôt que de former du brouillard par temps très froid. Même si Alfred Wegener avait déjà proposé en 1911 que cela pouvait se produire dans un nuage pour former des gouttelettes surfondues et des cristaux de glace, Bergeron est le premier à reconnaître que la croissance des cristaux de glace sera favorisée aux dépens des gouttelettes.
Il en parla brièvement dans la thèse doctorale en 1928, puis de façon plus élaborée en 1933. Bergeron publia en 1935 « On the physics of clouds and precipitations » où il démontra que les gouttelettes d'eau en état de surfusion sous le point de congélation devaient se vaporiser, puis la vapeur d'eau se condensait sur les cristaux de glace. Le météorologue allemand Walter Findeisen fit des expériences en laboratoire en 1938 qui confirmèrent ce phénomène qui porta ensuite le nom d’effet Bergeron. Cette découverte est capitale dans la connaissance de la physique des nuages, ce phénomène constituant encore aujourd'hui l'explication la plus valable de la façon dont le processus de précipitation peut se déclencher à l'intérieur d'un nuage. Il mena aussi plus tard à des applications pratiques comme l'ensemencement des nuages.

### Après 1945
À la fin de la Seconde Guerre mondiale, la Suède neutre avait un grand besoin des météorologues prévisionnistes, en particulier pour le domaine de l'aviation en plein essor. En 1947, Tor Bergeron devint ainsi finalement professeur et directeur du département de Météorologie synoptique à l'université d'Uppsala. Malgré sa grande réputation, les étudiants furent difficiles à attirer, surtout avec la présence du département de météorologie de l'université de Stockholm dirigé par Carl-Gustaf Rossby.
Il persistait dans son rôle de professeur mais se remit à travailler sur la physique des nuages. En 1949, Bergeron proposa ainsi que les cristaux formés à haute altitude et tombant des cirrus peuvent servir d'ensemencement pour augmenter le taux de précipitation dans les nuages en dessous. En 1953, il débutait le programme de recherche Pluvius pour mieux connaître les précipitations par un réseau à haute résolution de stations météorologiques. Parmi les principaux résultats, le programme démontra qu'une modeste élévation de l'air par le relief de 40 à 70 mètres peut rehausser la quantité de précipitations au sol.
Durant les dernières décennies de sa vie, Tor bergeron écrivit plusieurs articles et donna de nombreuses conférences sur l'histoire de la météorologie. Son livre le plus important dans ce domaine est : « Weather Forecasting: Methods in Scientific Weather Analysis and Forecasting » (La prévision météorologique : Analyse scientifique du temps et prévisions).
Tor Bergeron prit sa retraite en 1961 mais continua son travail avec Pluvius, voyageant à travers le monde, et fréquenta également quelque temps l’École de météorologie de Chicago fondée par Carl-Gustaf Rossby aux États-Unis. Il décéda d'un cancer du pancréas en 1977. Il était le dernier survivant des pionniers de l’École de Bergen.